# Antonio Calegari
Antonio Calegari, född 17 februari 1757 Padua och död 22 juli 1828 Padova, var en italiensk tonsättare och musikpedagog.
Calegari var kapellmästare och organist vid S:t Antonio i Padua, skrev en rad operor och psalmer i Benedetto Marcellos stil. Mest berömd blev han genom sin populära kompositionslära Gioco pittagorico (1801, fransk utgåva 1802, L'art de composer). Calegari skrev dessutom en harmonilänra och en sångskola, utgiven efter hans död (1829 & 1836).